# Jack Egers
John Richard Egers (Sudbury, 28 gennaio 1949 – Lively, 10 settembre 2021) è stato un hockeista su ghiaccio canadese.
Nel corso della carriera militò nella National Hockey League.

## Carriera
Egers giocò dal 1965 al 1968 nel campionato giovanile della OHA con i Kitchener Rangers, formazione legata alla franchigia dei New York Rangers, emergendo come giocatore capace di segnare molte reti. In occasione dell'NHL Amateur Draft 1966 in ventesima posizione assoluta proprio dai Rangers.
Nel 1968 esordì da professionista nella Central Hockey League con gli Omaha Knights, conquistando il titolo nella stagione 1969-70. Quello stesso anno Egers esordì in National Hockey League giocando alcune partite con New York. Tuttavia il passaggio al professionismo fu più difficile del previsto ed Egers non riuscì ad imporsi, limitato anche dagli infortuni.
Dopo aver giocato meno di 100 partite con i Rangers nel novembre del 1973 fu ceduto ai St. Louis Blues. Nonostante i guai fisici Egers disputò due stagioni intere arrivando rispettivamente a 46 e 48 punti messi a referto, massimo in carriera nella NHL.
Dopo un breve ritorno ai Rangers Egers fu selezionato nell'NHL Expansion Draft 1974 dai neonati Washington Capitals, franchigia con cui disputò le due stagioni successive con sole 26 presenze. Si ritirò dall'attività agonistica nel 1977, diventando capitano dei vigili del fuoco di Kitchener fino alla pensione nel 2009.

## Palmarès

### Club
- Adams Cup: 1

Omaha: 1969-1970

### Individuale
- CHL First All-Star Team: 1

1969-1970
- Capocannoniere della CHL: 1

1969-1970 (90 punti)
- OHA First All-Star Team: 1

1967-1968